# Santa Ana las Flores
Santa Ana las Flores är en ort i Mexiko.   Den ligger i kommunen Las Margaritas och delstaten Chiapas, i den sydöstra delen av landet, 900 km öster om huvudstaden Mexico City. Santa Ana las Flores ligger 726 meter över havet och antalet invånare är 365.
Terrängen runt Santa Ana las Flores är kuperad. Runt Santa Ana las Flores är det ganska glesbefolkat, med 30 invånare per kvadratkilometer. Närmaste större samhälle är San Isidro el Zapotal, 13,5 km söder om Santa Ana las Flores. I omgivningarna runt Santa Ana las Flores växer i huvudsak städsegrön lövskog.